# Rétorika
Rétorika neboli řečnictví je umění a nauka mluveného projevu, především veřejně přednášené řeči.
Jde o jednu z nejstarších jazykových disciplín, která se již ve starověku vyvinula ve dvě pojetí, umění přesvědčovat (persvaze) a umění výřečnosti, vybroušené mluvy (elokvence). Ve středověku byla rétorika zaměřena i na psaný projev a tvořila spolu s gramatikou a dialektikou tzv. trivium, součást svobodných umění vyučovaných na univerzitách. Ve dvacátém století založil tzv. Novou rétoriku Chajim Perelman.

## Známí řečníci

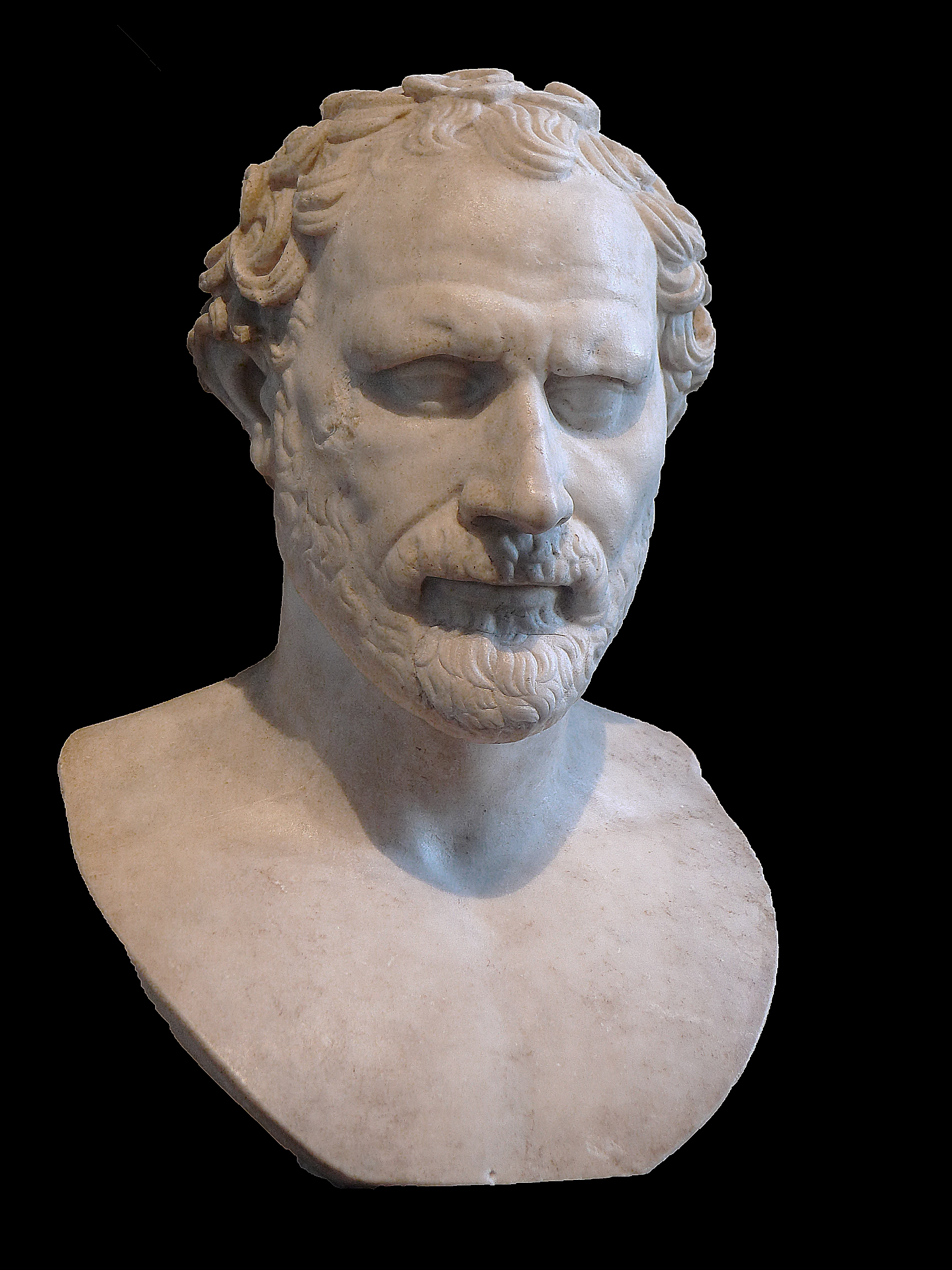
Démosthenés překonal vrozenou vadu řeči a stal se nejslavnějším athénským řečníkem.

- Prótagorás z Abdér
- Démosthenés
- Isokratés
- Platón
- Aristotelés
- Marcus Tullius Cicero
- Fidel Castro
- Winston Churchill
- Adolf Hitler
- Benito Mussolini
- Miloš Zeman

## Postup tvorby řečnických děl
- 1. inventio = nalezení látky či tématu řeči
- 2. dispositio = uspořádání a strukturalizace té látky
- 3. elocutio = nalezení výrazu a formy, v nichž bude řeč pronesena
- 4. memoria = zapamatování si připravené řeči, uložení si do paměti
- 5. actio = samotný přednes, výstup.

## Předmět rétoriky
- řeči soudní
- řeči poradní
- řeči oslavné

## Shrnutí Aristotelovy Rétoriky – část III. 14
Aristoteles chápe úvody k soudním řečím jako případy úvodů k epideiktickým řečím. „Podobají se spíše úvodům v řečech epideiktických,“ které potřebujeme, abychom vysvětlili úvodní diskrepanci mezi úvodem a předmětem v obhajobě Heleny. Helena je tedy smíšená řeč; Aristoteles prosí, ať se raději úvody soudních řečí v tomto od ní odlišují.